# Retard de croissance staturo-pondérale
 Mise en garde médicale
Un retard de croissance staturo-pondérale également appelé retard de croissance, indique une prise de poids insuffisante ou une absence de croissance physique appropriée chez les enfants. Le RCSP est généralement défini en termes de poids, et peut être évalué soit par un poids faible pour l'âge de l'enfant, soit par un faible taux d'augmentation du poids. 
Le terme « retard de croissance » a été utilisé de différentes manières car il n'existe pas de norme objective ou de définition universellement acceptée permettant de poser un diagnostic,. Une autre définition est un poids pour l'âge qui est constamment inférieur au 5e percentile ou un poids pour l'âge qui chute d'au moins deux lignes de percentile majeures sur une courbe de croissance.

## Signes et symptômes
Le retard de croissance est le plus souvent diagnostiqué avant l'âge de deux ans, lorsque les taux de croissance sont les plus élevés, bien que le retard de croissance puisse se manifester chez les enfants et les adolescents de tout âge. Les personnes qui s'occupent de l'enfant peuvent s'inquiéter de la faible prise de poids ou de la petite taille de l'enfant par rapport à ses camarades du même âge. Les médecins identifient souvent le retard de croissance lors des visites de routine, lorsque les critères de croissance de l'enfant, comme la taille et le poids, n'augmentent pas de manière appropriée sur les courbes de croissance. Les autres signes et symptômes peuvent varier considérablement en fonction de la cause. Il est également important de distinguer le retard de croissance de l'émaciation, car ils peuvent indiquer des causes différentes. Le terme « émaciation » fait référence à un ralentissement de la stature de plus de 2 écarts-types du poids médian par rapport à la taille, tandis que le « retard de croissance » correspond à une baisse de plus de 2 écarts-types de la taille médiane par rapport à l'âge. 
Le schéma caractéristique observé chez les enfants dont l'apport nutritionnel est insuffisant est une décélération initiale de la prise de poids, suivie plusieurs semaines ou mois plus tard d'une baisse de la stature, et enfin d'une réduction de la circonférence de la tête. Un apport calorique insuffisant peut être dû à un manque d'accès à la nourriture, ou les personnes qui s'en occupent peuvent remarquer des habitudes alimentaires difficiles, un manque d'appétit ou un refus de manger. La maladie causée par la malnutrition peut également donner lieu à des observations physiques qui indiquent des carences potentielles en vitamines et minéraux, telles que la desquamation de la peau, les ongles déformés, la chéilite ou une neuropathie. Le manque d'apport alimentaire chez un enfant peut également être dû à des facteurs psychosociaux liés à l'enfant ou à la famille. Il est essentiel de dépister chez les patients et les personnes qui s'en occupent des troubles psychiatriques tels que la dépression ou l'anxiété, ainsi que de dépister chez les enfants des signes et des symptômes de maltraitance, de négligence ou de carence affective,. 
Les enfants qui souffrent de retard de croissance dû à une pathologie génétique peuvent présenter des différences de croissance par rapport ceux qui ont eu un apport alimentaire insuffisant. Une diminution de la taille accompagnée d'une baisse proportionnelle du poids peut être liée à des facteurs nutritionnels de longue date ainsi qu'à des causes génétiques ou endocriniennes. La circonférence de la tête peut également être un indicateur. Si la circonférence de la tête est initialement affectée en plus du poids ou de la longueur, d'autres facteurs sont plus probables qu'un apport insuffisant. Il s'agit notamment des infections intra-utérines, des agents tératogènes et de certaines maladies congénitales.

## Causes
Traditionnellement, les causes sont divisées en causes endogènes et exogènes. Ces causes peuvent également être regroupées en trois catégories : apport calorique inadéquat, malabsorption/défaut de rétention calorique et augmentation de la demande métabolique.

### Endogène
Les causes endogènes sont des problèmes physiques ou mentaux affectant l'enfant. Ces causes comprennent diverses erreurs innées du métabolisme. Les problèmes de l'appareil digestif tels que les gaz excessifs et le reflux gastro-œsophagien sont des conditions douloureuses qui peuvent empêcher l'enfant d'absorber une alimentation suffisante. La mucoviscidose, la diarrhée, les maladies du foie, l'anémie ou la carence en fer, la maladie de Crohn et la maladie cœliaque rendent plus difficile l'absorption des nutriments par l'organisme,. Parmi les autres causes, citons les malformations physiques telles que la fente palatine et les allergies qui empêchent ou provoque des troubles de la prise de nourriture. En outre, des pathologies telles que les infections parasitaires, les infections des voies urinaires, d'autres infections provoquant de la fièvre, l'asthme, l'hyperthyroïdie et les maladies cardiaques congénitales peuvent augmenter les besoins énergétiques de l'organisme et entraîner une plus grande difficulté à absorber suffisamment de calories pour répondre aux demandes caloriques plus élevées. 

### Exogène
Les causes exogènes sont dues aux actions des soignants, qu'elles soient involontaires ou intentionnelles. Il s'agit par exemple de l'incapacité physique à produire suffisamment de lait maternel, d'une technique d'alimentation inadaptés, ou encore d'erreurs commises dans la préparation du lait maternisé. Dans les pays en développement, les situations de conflit et les urgences prolongées, le retard de croissance exogène peut être plus souvent causé par une insécurité alimentaire chronique, un manque de sensibilisation à la nutrition et d'autres facteurs indépendants de la volonté du soignant.

### Mixte
Les facteurs endogènes et exogènes peuvent coexister. Par exemple, un enfant qui n'est pas suffisamment nourri pour des raisons endogènes peut se comporter de manière que les personnes s'occupant de lui n'offrent pas de tétées fréquentes ou importantes. Cependant, un enfant souffrant de reflux acide sévère qui semble souffrir en mangeant peut également faire hésiter la personne qui s'occupe de lui à lui offrir des tétées.

## Épidémiologie
Le retard de croissance est un problème courant dans la population pédiatrique, tant dans les pays développés que dans les pays en développement. Bien que l'épidémiologie puisse varier d'une région à l'autre, un apport calorique insuffisant reste la cause la plus fréquente du retard de croissance, et la pauvreté est le principal facteur de ce risque dans le monde.

### Pays développés
Le retard de croissance est fréquent dans les pays développés, la documentation provenant d'études occidentales montrant une prédominance d'environ 8 % chez les patients pédiatriques. Les cas représentent environ 5–10 % des enfants vus en consultation externe par les médecins de soins primaires et 3–5 % des hospitalisations d'enfants. Le retard est plus fréquent chez les enfants de faible statut socio-économique, tant dans les zones rurales qu'urbaines. 

### Pays en développement
Le retard de croissance est plus fréquent dans les pays en développement et résulte principalement de la malnutrition liée à la pauvreté. Pour illustrer la forte prévalence du retard de croissance dû à la malnutrition, on peut citer l'exemple de l'Inde où environ 40 % de la population souffre de malnutrition légère à modérée et où environ 25 % des hospitalisations pédiatriques sont dues à la malnutrition. La malnutrition est un problème mondial de grande ampleur. Dans le monde, les problèmes liés à une alimentation inadéquate sont à l'origine d'environ 45 % des décès d'enfants de moins de 5 ans. En 2020, les estimations mondiales de la malnutrition indiquent que 149 millions d'enfants de moins de 5 ans souffrent d'un retard de croissance et que 45 millions d'entre eux sont atteints d'émaciation.

## Traitement
Les nourrissons et les enfants qui ont des expériences alimentaires désagréables (par exemple, des Reflux gastro-œsophagien ou une intolérance alimentaire) peuvent être réticents à manger leurs repas.  En outre, le fait de forcer un nourrisson ou un enfant à se nourrir peut décourager les bonnes pratiques d'auto-alimentation et, par conséquent, causer un stress excessif à l'enfant et à ses parents. Les interventions psychosociales peuvent viser à encourager l'enfant à s'alimenter lui-même pendant les repas. Cependant, faire de l'heure des repas une expérience positive et agréable en utilisant le renforcement positif peut améliorer les habitudes alimentaires des enfants qui présentent un retard. Si une maladie chronique, telle qu'une maladie inflammatoire de l'intestin, est identifiée comme étant la cause du retard alors le traitement est orienté vers cette maladie. Une attention particulière doit être portée pour éviter le syndrome de réalimentation lors de l'initiation de l'alimentation chez un patient dénutri. Le syndrome de réalimentation est causé par un changement dans les fluides et les électrolytes chez une personne malnutrie lorsqu'elle est réalimentée artificiellement. 

## Diagnostic
Le diagnostic du RCSP repose sur le report de la taille et du poids de l'enfant sur une courbe de croissance validée, comme les courbes de croissance de l'Organisation mondiale de la santé pour les enfants de moins de deux ans. 
Bien qu'il n'existe pas de définition universellement acceptée du retard de croissance, voici quelques exemples de critères de diagnostic :
- Poids inférieur au 5e percentile parmi les enfants du même sexe et du même âge[1];
- Poids pour la taille inférieure au 5e percentile parmi les enfants du même sexe et du même âge[1];
- Taille pour l'âge inférieure au 5e percentile[5];
- Indice de masse corporelle pour l'âge inférieur au 5e percentile[1];
- Baisse du poids par rapport à l'âge ou du poids par rapport à la taille d'au moins deux grands percentiles (95e, 90e, 75e, 50e, 25e, 10e et 5e) sur une courbe de croissance[1];
- Poids inférieur à 75% du poids médian pour l'âge[1];
- Poids inférieur à 75 % du poids médian pour la taille[1];
- Évolution du poids inférieure au 5e percentile[1].

## Pronostic
Les enfants souffrant d'un retard de croissance présentent un risque accru de complications à long terme sur le plan de la croissance, de la cognition et du comportement. Des études montrent que les enfants souffrant d'un retard de croissance pendant la petite enfance sont plus petits et leur poids est inférieur à l'âge scolaire que leurs pairs. Les conséquences sont également que les enfants n'atteignent pas leur potentiel de croissance, estimé par la taille moyenne des parents. Des études longitudinales mettent en évidence un QI inférieur (de 3 à 5 points) et des performances arithmétiques plus faibles chez les enfants ayant des antécédents de retard de croissance, par rapport à leurs pairs bénéficiant d'une alimentation adéquate lorsqu'ils étaient nourrissons ou jeunes enfants. Il est démontré qu'une intervention précoce et le rétablissement d'une alimentation adéquate réduit la probabilité de séquelles à long terme Toutefois, des études révèlent que le retard de croissance peut entraîner des problèmes comportementaux persistants, malgré un traitement approprié.

## Histoire
Il a été introduit au début du XXe siècle pour décrire la mauvaise croissance des orphelins, mais il est associé à des implications négatives (telles que la privation maternelle) qui expliquent souvent de manière incorrecte les problèmes sous-jacents. La conceptualisation actuelle du retard de croissance reconnaît la complexité du ralentissement de la croissance chez les enfants et s'est débarrassée de bon nombre des stéréotypes négatifs qui caractérisaient les définitions précédentes,.